# Narcís Hereu i Matas
Narcís Hereu i Matas (Girona, 1837 - Nova Orleans, 1904) va ser un metge català establert als Estats Units. Va ser el pare de Rudolph Matas, un dels metges més importants de la història dels Estats Units.
El 1856 va finalitzar els estudis de farmàcia a la Universitat de Barcelona i es va casar amb Teresa Jordà Ponsjoan, de Sant Feliu de Guíxols. La parella va emigrar a Nova Orleans, on el 1859 Narcís Hereu va llicenciar-se en medicina. Després d'enriquir-se durant la Guerra Civil americana, va tornar a Europa, anant primer a París i després a Barcelona. Va invertir la seva fortuna en el projecte de construcció de la línia ferroviària de Saragossa a Pau pel túnel de Somport. Arruïnat, va tornar als Estats Units, on va refer la seva fortuna. Va morir el 1904 a Nova Orleans, on vivia amb el seu fill Rudolph Matas, un dels metges més importants de la història dels Estats Units.